# Zalmoxida dentata
Espèce
Synonymes
- Zalmoxis dentata Thorell, 1891

Zalmoxida dentata est une espèce d'opilions laniatores de la famille des Petrobunidae.

## Distribution
Cette espèce est endémique de la province centrale en Papouasie-Nouvelle-Guinée. Elle se rencontre sur l'île Yule.

## Description
La femelle holotype mesure 4,5 mm.

## Systématique et taxinomie
Cette espèce a été décrite sous le protonyme Zalmoxis dentata par Thorell en 1891. Elle est placée dans le genre Zalmoxida par Roewer en 1912.

## Publication originale
- (en) Thorell, « Opilioni nuovi o poco conosciuti dell'Arcipelago Malese », Annales du Museo civico di storia naturale de Gênes, vol. 30,‎ 1891, p. 669-770 (lire en ligne)